# Tom MacArthur
Thomas Charles „Tom“ MacArthur (ur. 16 października 1960) – amerykański polityk, członek Partii Republikańskiej i kongresman ze stanu New Jersey (w latach 2015-2019).